# Paco Godia
Paco Godia (n. 21 martie 1921, Barcelona, Spania – d. 28 noiembrie 1990, Barcelona, Spania) a fost un pilot de Formula 1. De-a lungul carierei a luat startul în 13 curse, niciuna din pole-position. Nu a câștigat nicio cursă și nu a terminat niciodată pe podium, acumulând 6 puncte în întreaga activitate ca pilot de Formula 1.